# Lars Skalm
Lars Skalm, död efter 1502, var en finländsk köpman och borgmästare. 
Han var en av Finlands rikaste köpmän. År 1457 erbjöd han sina skepp för att frakta Kristian I:s armé till Sverige för att slå ned dess uppror, och belönades därför med adelskap av kungen 1461. 
Han var borgmästare i Åbo 1501-1502. 